# Mai 1891

## Événements
- La Grande-Bretagne aide les chrétiens de Bouganda à vaincre les musulmans du Bounyoro et impose des traités aux chefs de l’Ankole et du Toro (Ouganda).
- Remise en cause du statut de la Finlande. La russification s’intensifie. La Russie décide d’abolir le service postal indépendant tandis que la suppression de l’armée nationale est en préparation.

- 1er mai, France : neuf morts à Fourmies lors des manifestations du 1er mai.

- 6 mai : renouvellement de la Triple-Alliance entre l’Autriche, l’Allemagne et l’Italie.

- 15 mai : encyclique Rerum Novarum du pape Léon XIII, qui évoque la condition des travailleurs.

- 18 mai : début de l'exploration du Katanga, au Congo par l'explorateur canadien, William Grant Stairs, pour Léopold II de Belgique.

- 29 mai (Japon) : le fondateur du parti de la liberté, Itagaki Taisuke, critique le militarisme et l’autocratie. Il réclame une politique étrangère purement défensive et la réduction du budget militaire.

## Naissances
- 2 mai : Mikhaïl Boulgakov, écrivain russe († 1940).
- 3 mai : Henri Rolin, homme politique belge († 20 avril 1973).
- 23 mai : Francis Chit, photographe thaïlandais (° 1830).
- 27 mai : Claude Champagne, compositeur, pédagogue canadien († 1965).

## Décès
- 4 mai : Professeur James Moriarty (Sherlock Holmes)

- 8 mai : Helena Blavatsky, fondatrice de la Société théosophique (° 30 juillet 1831).
- 28 mai : Peter Martin Duncan, paléontologue britannique (° 1824).
- 31 mai : Antoine-Aimé Dorion, politicien.